# Ольков, Николай Максимович
Николай Максимович Олько́в (род. 24 августа 1946, Афонькино, Тюменская область) — российский писатель, публицист. Член Союза писателей России с 2007 года. Член Союза журналистов России с 1971 года.

## Биография
Родился в селе Афонькино Казанского района Тюменской области 24 августа 1946 года. Окончил Литературный институт им. А. М. Горького, семинар прозы Б. М. Зубавина в 1975 году. Служил в армии. Работал в районных и областных газетах Северного Казахстана, Омской и Тюменской областей, заведовал отделом культуры Бердюжского райисполкома. Занимался предпринимательской деятельностью.
Член Союза журналистов России (1971). Член Союза писателей России (2007).
Живёт в селе Бердюжье Тюменской области, где построил церковь Рождества Пресвятой Богородицы (освящена 20 сентября 1998 года).

## Книги
Повести, рассказы и очерки печатались в журналах «Тюмень литературная», «Бийский вестник», «Сибирские огни», «Берега» (Калининград), «Подъём» (Воронеж), «Новая Немига литературная» (Минск, Беларусь), в альманахах «Врата Сибири», «Омск литературный», «Орел литературный»), в антологии «Тюменской строкой» (Тюмень, 2008), двухтомной «Хрестоматии Тюменских писателей» (Тюмень, 2015).
Автор 27 книг повестей, рассказов, романов, более двадцати пяти книг очерков и публицистики, в том числе книги очерков истории Бердюжского района «Синеокая сторона» (Шадринск, 2010), двухтомного издания обзора Казанской районной газеты Тюменской области за 80 лет «История района газетной строкой» (Шадринск, 2013, Ишим, 2014). Издал двадцать пять брошюр библиотечки «Диалоги о наших временах».
1. Не живут в Кремле ласточки : док.-худож. повествование. — Екатеринбург : Банк культурной информации, 2003. — 160 с.
2. Крутые Озерки : рассказы. — Шадринск : Шадринский дом печати, 2004.
3. Ремезиное гнездышко : рассказы. — Шадринск : Шадринский дом печати, 2004.
4. И ныне и присно : роман. — Шадринск, 2008.
5. Глухомань (Земля крови) : повесть и рассказы, очерки, выступления. — Шадринск : Шадринский дом печати, 2009. — 222 с.
6. Гриша Атаманов : повесть. — Шадринск : Шадринский дом печати, 2010. — 143 с.
7. Сухие росы : роман. — Омск, 2012. — 252 с.
8. Книга любви. — Омск : [ б. и.], 2012. — 161 с.
9. Иван Ермаков. Страницы биографии и творчества : к 90-летию со дня рождения И. М. Ермакова. — Шадринск : Шадринский дом печати, 2012. — 55 с.
10. Мать — сыра земля : повесть. — Шадринск : Шадринский дом печати, 2013. — 100 с.
11. Птица, залетевшая в гнездо. — Екатеринбург : Сократ, 2013.
12. Председатель : очерк. — Шадринск : Шадринский дом печати, 2013. — 44 с.
13. Чистая вода : повесть. — Шадринск : Шадринский дом печати, 2013. — 103 с.
14. Дурдом : роман. — Курган : Зауралье, 2014. — 143 с.
15. Мать сыра земля : повесть. — Екатеринбург : Баско, 2015. — 103 с.
16. Чистая вода : повесть. — Екатеринбург : Баско, 2015. — 107 с. — (Доступная книга).
17. Гриша Атаманов : повесть. — Екатеринбург : Баско, 2015. — 123 с. — (Доступная книга).
18. Хлеб наш насущный : роман. — Курган : Зауралье, 2015. — 187 с.
19. Подлог : роман. — Курган : Зауралье, 2015. — 197 с.
20. Земля и воля : роман. — Барнаул : [3], 2016. — 248 с.
21. Иван Ермаков : Дорога к храму. Повествование о сибирском писателе. — Барнаул : Новый формат, 2016. — 104 с.
22. Птица, залетевшая в окно сб. повестей и рассказов. Барнаул. Нов. формат, 2016. 207 с.
23. Деревенские жители : повесть в рассказах : — Омск : Синяя птица , 2017. — 101 с.
24. На восходе солнца : рассказы и повесть. — Барнаул : Новый формат, 2018. — 120 с.
25. Радуюсь жизни и слову. Читатели и писатели о творчестве Николая Олькова. — Барнаул : ИП Колмогоров И. А., 2018. — 123 с.
26. Красная поляна. Деревенские истории. Барнаул. Новый формат. 2019. 162 стр.
27. «Кулаки» Роман. Курганский дом печати. 2019. 210 стр.
28. "Переселенцы". Роман. "Новый формат". Барнаул. 2020. 200 стр.
29. "Сибирский роман" в пяти книжках: "Переселенцы", "Гриша Атаманов", "Кулаки", "Сухие росы", "Хлеб наш насущный". "Новый формат. Барнаул. 2020.

Вышло три издания собрания сочинений: трехтомное (Ишим, 2014), двухтомное (Барнаул, 2016), пятитомное (Москва, «Российский писатель», 2018)

## Отзывы
«Нам, нынешним литераторам, не быть долговечными, — писал известный драматург, критик и публицист Николай Полевой в 1830 году А. А. Бестужеву. — Таково наше время. Счастлив, кто возьмет у будущего вексель хоть на одну строчку в истории».
Искренне верю, что такой вексель Николай Ольков заслужил.
(Из статьи Светланы Демченко, опубликованной в сборнике «Данники», Москва, 2016)
«То есть, сама судьба у Николая Олькова сложилась так, чтобы для нас он стал не только одним из наиболее значительных прозаиков и лауреатом высокой премии Союза писателей Россия „Имперская культура“, а и тем человеком, слово которого заслуживает нашего самого пристального читательского внимания.»
(Николай Дорошенко, сопредседатель Союза Писателей России.; статья стала послесловием к пятитомному собранию сочинений, изданному «Российским писателем» в 2018 году).

## Премии
Лауреат литературных премий:
- «Очеркист года» им. К. Я. Лагунова (2003)[6].
- Уральского федерального округа (2012)[6].
- Всероссийская премия им. Д. Н. Мамина-Сибиряка (2015)[7].
- имени И. М. Ермакова (2014)[6].
- Международная Южно-Уральская премия (Челябинск, 2016)[8].
- премия имени Н. А. Некрасова (Москва, 2016)[9].
- премия имени Сергея Чекмарева (Челябинск, 2016)[10].
- Международная премия «Имперская культура» (Москва, 2017)[11].
- V Международный конкурс лирико-патриотической поэзии имени Игоря Григорьева «На всех одна земная ось» (2018)[12].
- Международная премия имени П. П. Ершова (2018)[13].
- Дважды, в 2015 и 2017 годах был признан лауреатом сайта «Российский писатель»[9].
- Почетный аграрник Тюменской области (2013)[6].
- Премия имени А.И.Куприна. 2020.
- Премия имени В.И.Белова. 2020.